# 約爾達努夫

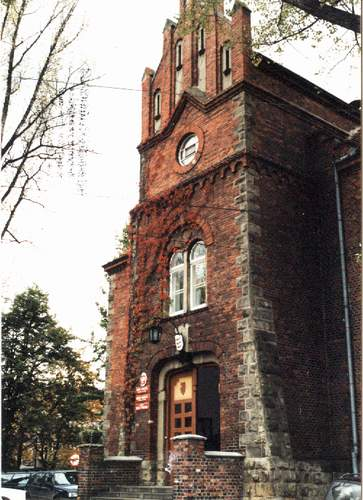

約爾達努夫是波蘭的城鎮，位於該國南部，由小波蘭省負責管轄，始建於1564年，面積20.92平方公里，2006年人口5,112。第二次世界大戰期間，納粹德國在1939年9月1日至1945年1月29日期間佔領該鎮。

## 外部連結
- Municipality home page （页面存档备份，存于）
- Jewish Community in Jordanów （页面存档备份，存于） on Virtual Shtetl